# Albert von Ettingshausen

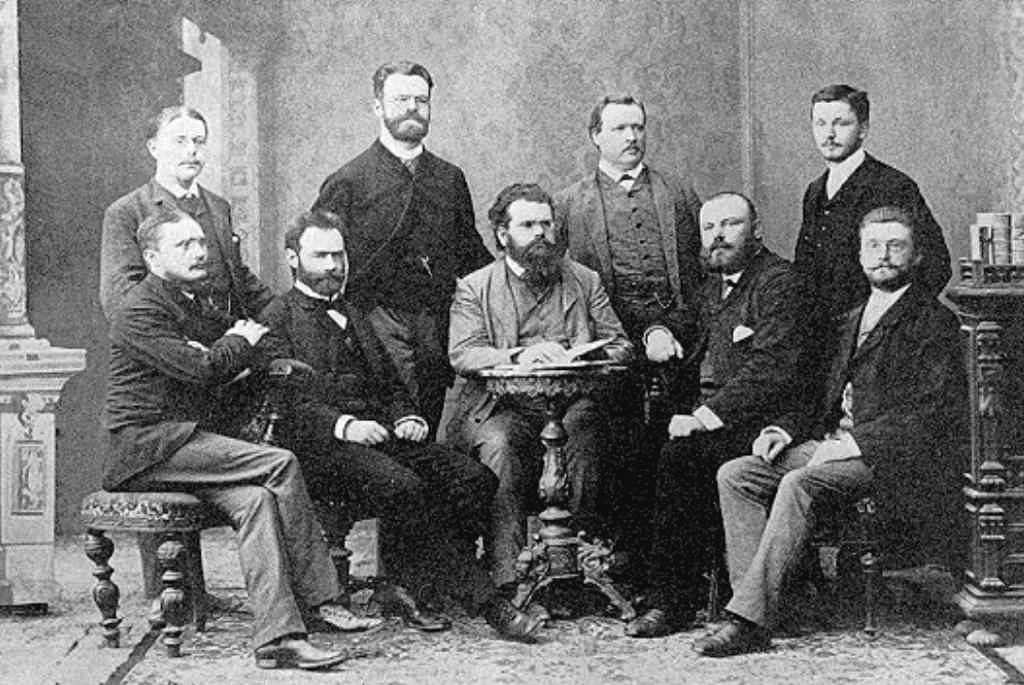
Albert von Ettingshausen (sitzend, zweiter von links)

Albert von Ettingshausen (* 30. März 1850 in Wien; † 9. Juni 1932 in Graz) war ein österreichischer Physiker. 

## Leben
Albert Konstantin Karl Josef von Ettingshausen wurde als erstes von zwei Kindern von Karl von Ettingshausen und Friederike Ettingshausen, geb. Kaltschmied, geboren. Sein Onkel Andreas von Ettingshausen und sein Cousin Constantin von Ettingshausen waren ebenfalls Naturwissenschaftler.
Nach Physikstudium und Promotion war er Assistent von Ludwig Boltzmann an der Karl-Franzens-Universität Graz. Während seiner außerordentlichen Professur entdeckte er 1886 am Physikalischen Institut zusammen mit Walther Nernst einige galvanometrische und thermomagnetische Effekte (Ettingshausen-Effekt, Ettingshausen-Nernst-Effekt). Zur Promotion über diese Thematik wechselte Nernst zu Friedrich Kohlrausch an die Universität Würzburg.
1888 erhielt er als Nachfolger von Jakob Pöschl einen Ruf auf die Lehrkanzel für Physik im Neubau des Physikalischen Instituts der Technischen Hochschule Graz. Bis zur Emeritierung 1920 erweiterte er die Lehrkanzel zur „Lehrkanzel für Physik und Elektrotechnik“. Sein Nachfolger wurde 1920 Fritz Kohlrausch.
Seit 1884 war er Mitglied der Leopoldina. Von 1888 bis 1890 war er Dekan der Technischen Hochschule.